# 宇和海

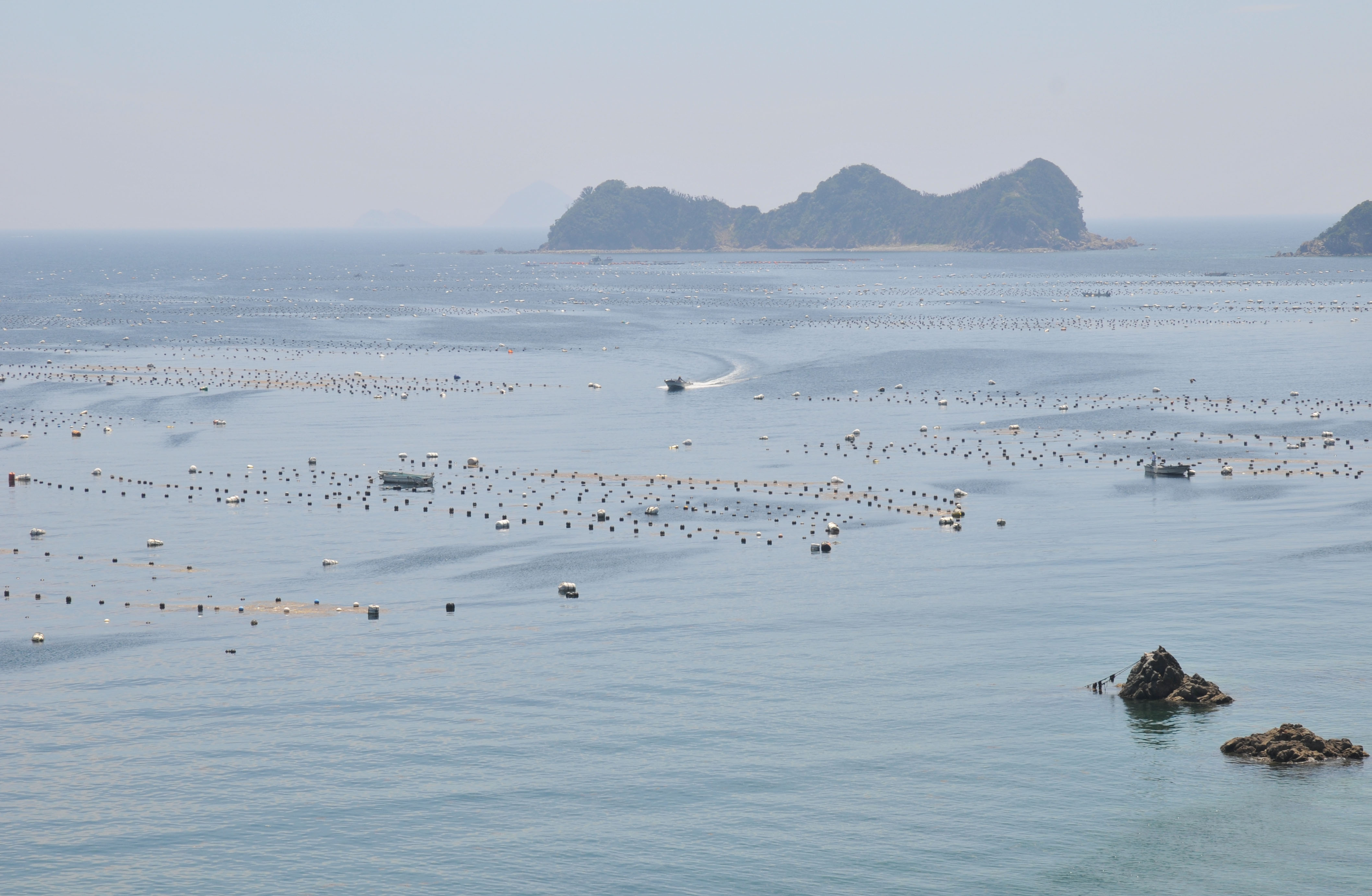
宇和海與珍珠養殖場

位於四國西側的宇和海

宇和海（日语：／）是日本愛媛縣與大分縣之間豐後水道的愛媛縣側海域。有時也指南宇和一帶有著複雜海灣的海岸線（一般稱宇和海溺灣海岸）。足摺宇和海國立公園的「宇和海」指的是後者。

## 概要
宇和海為豐後水道的愛媛縣側海域，北起佐田岬半島，南至日振島等島嶼及由良半島。靠內陸處稱宇和島灣，有著各式各樣小島。
沿岸是變化多端的溺灣海岸，多岩灘，河流小，沙灘僅存在於佐田岬半島南岸一帶。此地利用海灣地形發展養殖漁業，尤其以珍珠、鰤魚、真鯛等養殖聞名全國。另外，內陸部是發達的段丘，以栽培溫州蜜柑為主。
然而此地缺乏鐵道交通網與道路網，交通十分不便（特別是宇和島市以南）。與志摩半島和若狹灣相比，觀光開發較為落後。

## 主要島嶼
- 大島
- 地之大島
- 嘉島（日语：嘉島 (宇和島市)）
- 戶島（日语：戸島 (愛媛県)）
- 橫島（日语：横島 (愛媛県宇和島市)）
- 日振島（日语：日振島）
- 御五神島（日语：御五神島）